# Mirrors (album Sandry)
Mirrors – drugi album studyjny niemieckiej piosenkarki Sandry wydany w 1986 roku przez Virgin Records.

## Ogólne informacje
Album wyprodukowali Michael Cretu oraz Armand Volker. Kontynuował on taneczne brzmienie pop zaprezentowane na debiutanckiej płycie Sandry, The Long Play. Większość kompozycji na Mirrors ponownie napisali Michael Cretu, Hubert Kemmler i Klaus Hirschburger.
Z albumu pochodziły cztery single: „Innocent Love”, „Hi! Hi! Hi!”, „Loreen” i „Midnight Man”, z których największą popularnością cieszyły się dwa pierwsze. Płyta zawierała też piosenkę „Don't Cry (The Breakup of the World)”, która poruszałą temat katastrofy w Czarnobylu. Wydawnictwo uplasowało się w top 20 list sprzedaży w Niemczech, Szwajcarii i Norwegii. Dotarło też do miejsca 37. ogólnoeuropejskiej listy sprzedaży.

## Lista utworów
Strona A
1. „The Second Day” – 0:37
2. „Don't Cry (The Breakup of the World)” – 4:49
3. „Hi! Hi! Hi!” – 4:08
4. „Midnight Man” – 3:04
5. „You'll Be Mine” – 4:33

Strona B
1. „Innocent Love” – 5:23
2. „Two Lovers Tonight” – 3:45
3. „Mirror of Love” – 4:13
4. „Loreen” – 4:17

## Pozycje na listach
| Kraj i lista                | Pozycja |
| --------------------------- | ------- |
| Niemcy (Media Control)      | 16      |
| Norwegia (VG-lista)         | 14      |
| Szwajcaria (Alben Top 100)  | 13      |
| Szwecja (Sverigetopplistan) | 40      |

## Certyfikaty
| Kraj       | Certyfikat  |
| ---------- | ----------- |
| Szwajcaria | złota płyta |